# Camille Cerf (gastronome)
Pour les articles homonymes, voir Cerf (homonymie) et Camille Cerf.
Camille Cerf, né à Arlon en 1862 et mort en 1936, est un journaliste, un financier et un gastronome belge. Il a travaillé pour plusieurs journaux, notamment pour Le Figaro et s'illustra par les mémorables repas de son Académie du Goût.

## Biographie
Camille Cerf a épouse Hélène Helbronner (Paris 1878- Paris 1967) le 3 juillet 1898, ils eurent une fille, Colette (1899-1975) qui épouse André Eugène Paul Weiss en 1924, et avec qui elle donne naissance à Françoise Choay.
Il a été le secrétaire personnel et l'ami de Georges Clemenceau ,. Il fut éditeur d'art, secrétaire de la rédaction du Voltaire, homme d'affaires dans le milieu cinématographique et administra entre autres la société Pathé . 
En 1895, la société Lumière lui laisse la concession du cinématographe pour plusieurs pays et lui prête du matériel de tournage et de projection, contre le versement de 50 % des recettes que Camille Cerf percevra . On lui doit notamment en tant qu'organisateur et cameraman le reportage sur le couronnement du tsar Nicolas II de Russie en 1896 ,. Ce film réalisé avec Charles Moisson et Francis Doublier est un des premiers films d’actualité cinématographique. Il sera présenté pour la première fois à Paris le 24 juin 1896 puis à Saint-Pétersbourg .
En 1900, il reprend les Verreries de l'Ancre à Charleroi (siège à Paris) . 

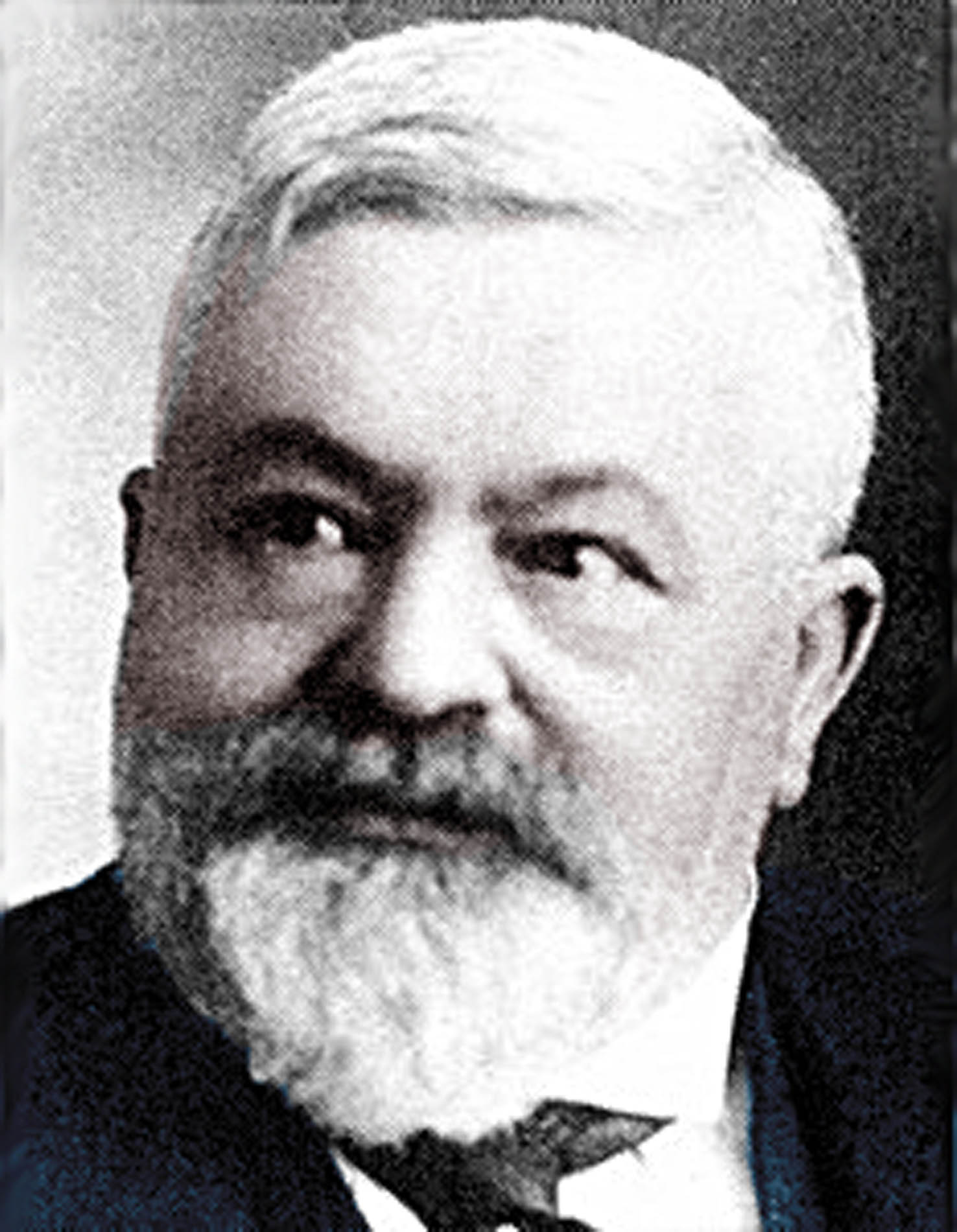
Camille Cerf en 1932

### Le gastronome et l'Académie du Goût
À la fin du XIXe siècle, il rencontre Mme Yvon, une mère lyonnaise qui cuisine à l'Auberge de l'Yvette dans la vallée de Chevreuse. Il étudie avec elle les grands classiques de la cuisine française , il la fait couronner par le Club des Cent et ils organisent ensemble de mémorables repas auxquels assistent toutes ses relations. Paul Painlevé lui remet les insignes de chevalier du Mérite Agricole. Il l'aide à ouvrir son restaurant parisien A la Biche, 37 rue des Martyrs . Longtemps il lui confia sa cuisine .  
Il est le créateur et le mentor (on disait le Tyran) de l'Académie du Goût. Académie qui réunira chez lui, durant 25 ans le samedi au déjeuner, avenue Hoche entre 12 et 18 convives impitoyablement sélectionnés, autour de repas qui célébraient la cuisine du grand siècle ,. Camille Cerf -  nouveau Sempronius Rufus écrit Pierre Chapelle - considérait qu'un vrai gastronome mange chez lui, conçoit ses menus, contrôle leur exécution, connait la bonne température d'une salle à manger, y dispose ses amis, et créé l'atmosphère qui convient, toute chose qu'on ne peut faire que chez soi et qui évoque la façon de vivre du Dodin-Bouffant de Marcel Rouff . Un de ces repas parfait est décrit par Pierre Veber dans Comoedia de février 1928 . 
Les meilleurs crus des vins y étaient servis, il était copropriétaire d'une parcelle de  2 ha 85 au Clos Vougeot . Elle était présidée par Paul Painlevé et compta pour membres Romain Coolus (chancelier), Jacques Helbronner, Marcel Knecht, Georges Pascalis, Pierre Veber (historiographe de l'Académie), etc. et 2 femmes : Mme Maurice Herbette (ambassadeur de France à Bruxelles) et son épouse (la Tyrane) ,,. Il ne supportait pas les invités en retard à qui la salle à manger était fermée, ils se consolaient d'un kir au Meursault, apéritif rituel de l'Académie . Il avait une bonne tête qui « tient à la fois de Bacchus et Socrate » écrit Marcel Rouff et dont une jolie caricature se trouve dans le Figaro du 9 septembre 1934 .

Il fut membre de l'Académie des gastronomes , membre fondateur du Club des Cent désigné « grand conseiller des vins » (il avait une cave exceptionnelle) ,. Il était arrivé derrière Curnosky et son compatriote Maurice des Ombiaux à l'élection du Prince des Gastronomes (1927) .

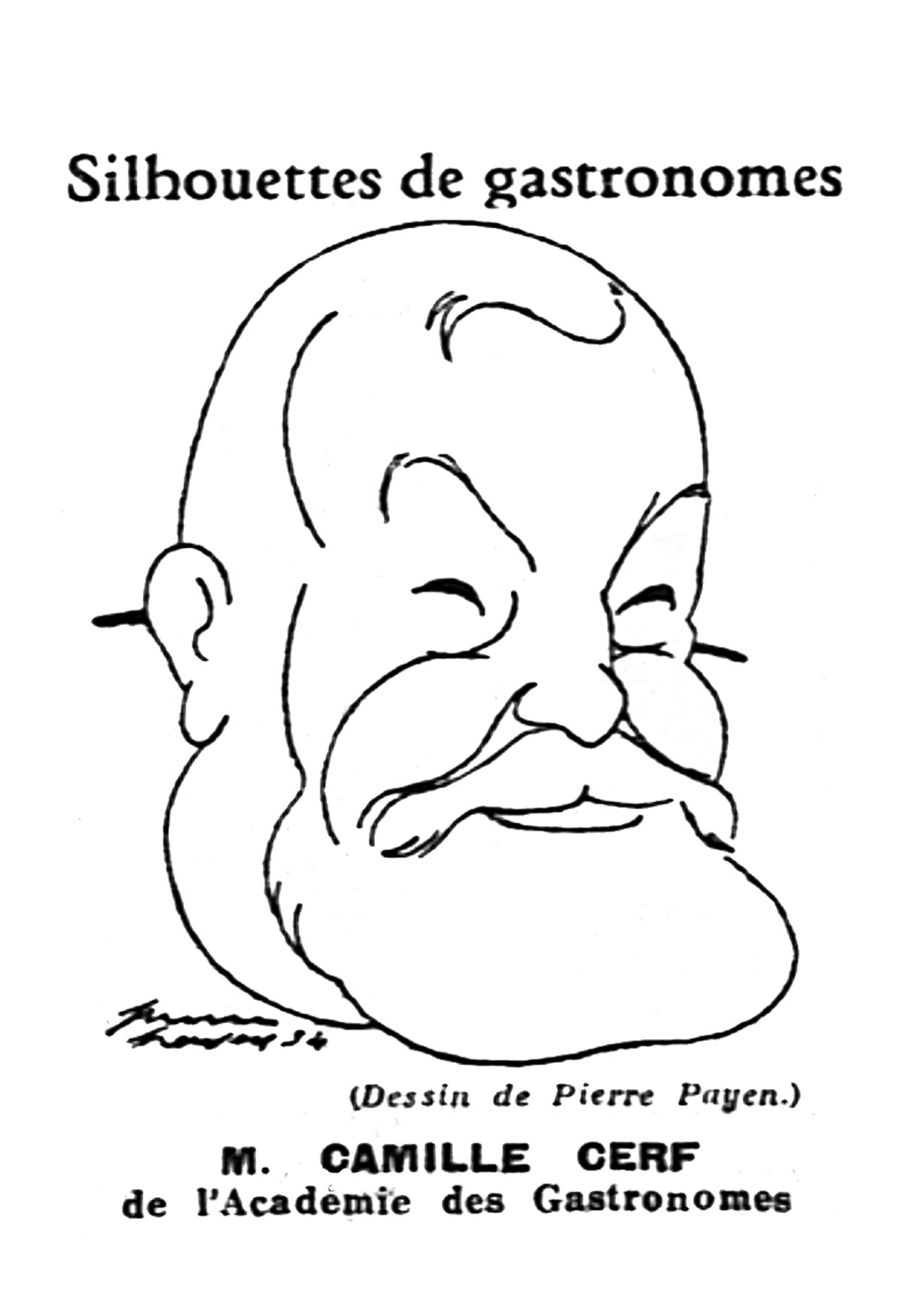
Camille Cerf en 1934 par Pierre Payen (1902-1944), dessin paru dans Le Figaro

## Postérité
Marcel Rouff écrit en 1927 : « Camille Cerf a fait pour la gastronomie français plus que personne en ce temps » . Mais à la différence des gastronomes de l'époque (Curnonsky, Rouff, Austin de Croze, des Ombiaux et autres membres de l'Académie des gastronomes restés dans les mémoires) qui sont tous hommes de lettres ou écrivent dans la presse, Cerf n'écrit rien. Il ne reste que peu de souvenirs de celui qui fut le plus grand amphitryon de son siècle et un fabuleux amateur-collectionneur de bon vin. À propos d'un vin de Richebourg 1915 servi lors d'un repas chez lui Pierre Veber dit  « les belles saveurs ne sont pas choses qui passent, elle ne meurent qu'avec celui qui les a connues » . Les souvenirs des grands moments de son Académie du Gout sont partis avec lui.
Gabriel Astruc fit une ode en son honneur (1928) :
« Des coteaux de la Meuse aux confins de Castille,

Poètes, financiers, gouverneurs, présidents

Religieusement, chez toi, se font les dents

Sur la truffe de choix ou le pâté d'anguille

Grace à toi Lucullus passe au sixième rang ...

Voila pourquoi, Grand Cerf, tu reste Le Tyran »
En remerciement de ses générosités et de son intervention pour la remise de la médaille de la Reconnaissance française en récompense des services rendus aux troupes françaises pendant la guerre 14-18, une place porte son nom à Arlon, inaugurée en septembre 1930 en sa présence ,,.

## Titres et récompenses
- Officier de la Légion d'honneur [27].
- Commandeur de l'ordre de Léopold [27].